# گاتا (میگو)
گاتا  (نام علمی: Atya lanipes) نام یک گونه از فروراسته میگوهای اصلی است.